# F 19 (sous-marin)
Pour les articles homonymes, voir F19.
Le F 19 est un sous-marin italien de la classe F, lancé pendant la Première Guerre mondiale et en service dans la Regia Marina.

## Caractéristiques
La classe F déplaçait 260 tonnes en surface et 320 tonnes en immersion. Les sous-marins mesuraient 46,63 mètres de long, avaient une largeur de 4,22 mètres et un tirant d'eau de 2,62 mètres. Ils avaient une profondeur de plongée opérationnelle de 40 mètres. Leur équipage comptait 2 officiers et 24 sous-officiers et marins.
Pour la navigation de surface, les sous-marins étaient propulsés par deux moteurs diesel FIAT de 325 chevaux-vapeur (cv) (239 kW) chacun entraînant deux arbres d'hélices. En immersion, chaque hélice était entraînée par un moteur électrique Savigliano de 250 chevaux-vapeur (184 kW). Ils pouvaient atteindre 12,3 nœuds (22,8 km/h) en surface et 8 nœuds (14,8 km/h) sous l'eau. En surface, la classe F avait une autonomie de 1 200 milles nautiques (2 222 km) à 9,3 noeuds (17,22 km/h); en immersion, elle avait une autonomie de 139 milles nautiques (257 km) à 1,5 noeuds (2,77 km/h).
Les sous-marins étaient armés de 2 tubes lance-torpilles à l'avant (proue) de 45 centimètres, pour lesquels ils transportaient un total de 4 torpilles. Sur le pont arrière se trouvait 1 canon antiaérien Armstrong de 76/30 mm pour l'attaque en surface. Ils étaient également équipés d'une mitrailleuse Colt de 6,5 mm.

## Construction et mise en service
Le F 19 est construit par le chantier naval FIAT-San Giorgio de La Spezia en Italie, et mis sur cale le 23 septembre 1915. Il est lancé le 10 mars 1918 et est achevé et mis en service le 24 avril 1918. Il est commissionné le même jour dans la Regia Marina.

## Historique
Une fois opérationnel, le F 19 est affecté à la Flottille sous-marine d'Ancône, mais il est basé à Venise.
Sous le commandement du lieutenant de vaisseau (tenente di vascello) Gaetano Sansone, il a effectué 9 missions de guerre dans les eaux côtières ennemies.
Le 15 novembre 1918, il prend possession d'Umago (Umag en Croatie).
Dans la première période de l'après-guerre, il est employé dans des zones non encore démobilisées.
Il est ensuite  transféré au Commandement maritime de Naples, où il est employé à la formation du personnel.
Placé en réserve en 1928, il est mis hors service et radié deux ans plus tard le 2 juin 1930. et envoyé à la démolition.